# Deutsche Bank
A Deutsche Bank egy nemzetközi német bank, központja Frankfurt am Mainban, Németországban van. A bank több mint 81 000 embert foglalkoztat, 76 országban szerte a világban. Sok bankja van Európában, Amerikában és a fejlődő országok piacain. A Deutsche Banknak a gazdasági központokban szinte mindenhol van irodája, így Londonban, Moszkvában, Torontóban, New Yorkban, São Paulóban, Szingapúrban, Sydneyben, Hongkongban és Tokióban. Továbbá a bank befektet a feltörekvő országok piacain. Josef Ackermann a Deutsche Bank igazgatója 2002 óta. 2009 végén elvállalta a Deutsche Bank igazgatását további 3 évre egészen 2013-ig. A Deutsche Bankot jegyzik a Frankfurti és a New York-i Értéktőzsdén. 1870 januárjában alapították a Deutsche Bankot Németországban.